# 米兰达 (伊塞尔尼亚省)

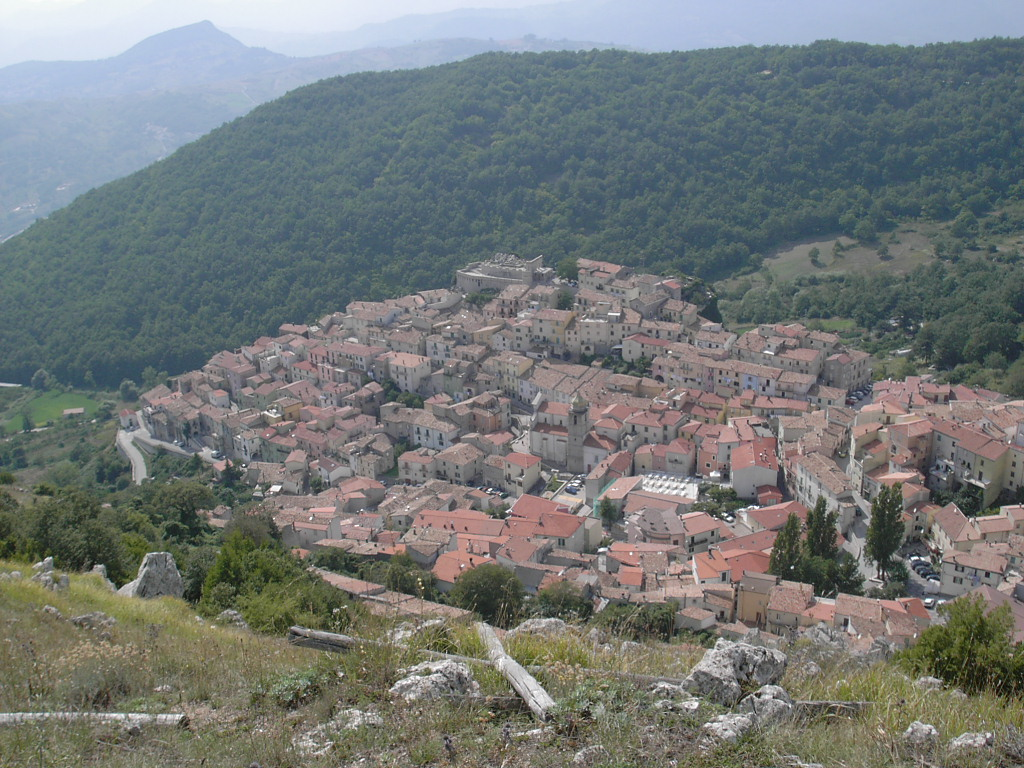
全景图

米兰达（義大利語：Miranda）是意大利莫利塞大区伊塞爾尼亞省的市镇，位于省会伊塞尔尼亚北边约6公里处。面积为22.3平方公里，人口数量为1,065人（2004年）。